# Мелница (група)
Вижте пояснителната страница за други значения на Мелница.
„Мелница“ (на руски: „Мельница“ е фолк рок група от Москва, Русия. Групата е създадена през 1999 г. от Наталия (Хелависа) О'Шей и Алексей (Чус) Сапков.
Звукът на Мелница черпи вдъхновение от фолклорната музика на Русия, Ирландия и Скандинавия, но предлага по-актуално звучене благодарение на широкото използване на съвременни инструменти. Вокалистката и основен текстописец Хелависа е специалист в областта на средновековните езици и култури в Европа, което ѝ позволява да придаде допълнителна автентичност на песните, които изпълняват. О'Шей е единственият постоянен член на Мелница от създаването ѝ.
Мелница е създадена след разпадането на руската фолк рок група Тиль Уленшпигель. Хелависа е вокалистка на групата едва една година, но точно по нейно време фолк формацията добива най-голяма популярност. В дебютния албум на Мелница „Дорога кна“ са включени няколко песни аранжирани от Руслан Комляков, създател на Тиль Уленшпигель.
Успехът на групата идва през 2005 с песента „Ночная кобыла“ от втория им студиен албум „Перевал“, когато песента се завърта по руското рок радио Наше Радио. След масирана кампания от страна на феновете песента успява да оглави годишната класация на радиото за Най-добра песен на годината, а следващите сингли на групата стават неизменна част от плейлистата на станцията. Албумът „Перевал“ предлага далеч по-достъпен звук сравнение с предшественика си, но групата продължава да твори в сферата на фолк-рок музиката. Тази тенденция се запазва и в следващите два албума „Зов крови“ (2006) и „Дикие травы“ (2009).

## Дискография
- „Дорога сна“ (2003)
- „Master of the Mill“ (EP) (2004)
- „Перевал“ (2005)
- „Зов крови“ (2006)
- „Дикие траы“ (2009)

## Членове
Настоящи
- Наталия О’Шей (Хелависа) – вокалистка, текстописец, китара, флейта, арфа
- Сергей Заславский (от декември 2005) – флейта, акордеон, саксофон, арфа
- Алексей Орлов (от декември 2005) – виолончело, мандолина, аранжимент
- Алексей Кожанов (от декември 2005) – бас китара, акустична китара, аранжимент
- Дмитрий Фролов (от декември 2005) – ударни инструменти, аранжимент
- Сергей Вишняков (от февруари 2010) – електрическа китара

Бивши
- Александър Степанов (Грендел) – китара, перкусии, аранжимент
- Алевтина Леонтиева – втора вокалистка, беквокалистка, текстове (2006 – 2007)
- Мария Цодокова (Шанти) – втора вокалистка, беквокалистка (2004 – 2005)
- Ирина Ширяева – втора вокалистка, беквокалистка (2005)
- Денис Скурида – китара, перкусии, вокалист (1999 – 2002)
- Мария Скурида – беквокалистка, цигулка (1999 – 2002)
- Инеса Клубочкина – цигулка (2003 – 2005)
- Наталия Филатова – флейта (1999 – 2005)
- Наталия Котлова – виолончело (2003 – 2005)
- Евгений Чесалов – бас китара (2004 – 2005)
- Александър Лер – перкусии, барабани (2004 – 2005)
- Роман Лютославский (Прощенко) – перкусии, барабани (2002 – 2004)
- Наталия Масевнина – цигулка (2002 – 2003)
- Дина Нигматулина – виолончело (2000 – 2003)
- Олга Лапина – втора вокалистка (2000)
- Дина Хацко – втора вокалистка (1999)
- Александра Никитина – виолончело (1999)